# Бухаров, Александр Сергеевич
Алекса́ндр Серге́евич Буха́ров (род. 10 февраля 1975, Лабинск, Краснодарский край, РСФСР, СССР) — российский актёр театра и кино.

## Биография
Александр Бухаров родился 10 февраля 1975 года в городе Лабинске Краснодарского края. Отец — строитель, мать — медицинская сестра в больнице. Детство провёл в Иркутске.
По собственному признанию, Александр плохо учился в школе, участвовал в уличных драках. После восьмого класса средней школы хотел поступать в ПТУ, чтобы получить рабочую специальность плиточника-установщика, но в последний момент передумал и со своим другом решил подать заявление в Иркутское театральное училище, которое окончил в 1994 году с красным дипломом (курс В. Кокорина, В. Дуловой). Получив среднее профессиональное образование, поехал в Москву получать высшее.
В 1998 году окончил Всероссийский государственный институт кинематографии имени С. А. Герасимова (ВГИК) (актёрский курс Евгения Киндинова и Михаила Лобанова), после чего был принят в труппу Московского драматического театра под руководством Армена Джигарханяна.
Карьеру в кино начинал с эпизодических ролей. Первую главную роль сыграл в фильме Николая Лебедева «Волкодав из рода Серых псов» (2006). Для роли воина по прозвищу «Волкодав» Бухаров специально занимался спортом, сильно похудел. Хотя фильм был оценён критиками негативно, он стал самым кассовым российским фильмом 2007 года. После «Волкодава» актёра стали часто приглашать в кино на главные роли, в основном в приключенческих фильмах, таких как «Слуга государев» (2007) и «Господа офицеры: Спасти императора» (2008).
Снимался также в фильмах «Завод» режиссёра Юрия Быкова и «Лев Яшин. Вратарь моей мечты».

### Личная жизнь
Александр Бухаров женат на актрисе Елене Медведевой (род. 30 октября 1971), супруги растят сына Дмитрия.

## Творчество

### Роли в театре

#### Московский драматический театр под руководством Армена Джигарханяна
- 1998 — «Ревизор» по одноимённой комедии Н. В. Гоголя (режиссёр — Сергей Газаров) — Держиморда, полицейский
- 2000 — «Сердце не камень» по одноимённой пьесе А. Н. Островского (режиссёр — Андрей Зябликов) — Ераст, приказчик Каркунова, лет 30-ти
- 2001 — «Безумный день, или Женитьба Фигаро» по одноимённой пьесе Бомарше (режиссёр — Юрий Клепиков) — Альмавива, граф
- 2001 — «Закрой глазки — расскажу тебе сказки» по пьесе «Домой» Людмилы Разумовской (режиссёр — Юрий Клепиков) — Майк
- 2002 — «Три сестры» по одноимённой пьесе А. П. Чехова (режиссёр — Юрий Клепиков) — Фёдор Ильич Кулыгин, учитель гимназии, муж Маши
- 2003 — «Пороховая бочка» по одноимённой пьесе Деяна Дуковски из Македонии (режиссёр — Крикор Азарян из Болгарии) — Ангел

### Фильмография
- 2000 — Дальнобойщики (1-я серия «Русский конвой») — эпизод
- 2000 — Маросейка, 12 (серия № 4 «Сын») — охранник
- 2001 — Львиная доля — охранник Филина
- 2002 — Дорога — эпизод
- 2002 — Ледниковый период — Лёнчик, бандит
- 2003 — Бумер — эпизод
- 2003 — Пассажир без багажа — опер
- 2003 — Фейерверк — Шаров
- 2004 — На углу, у Патриарших 4 — Золотарёв
- 2006 — Вакцина — Олег
- 2006 — Волкодав из рода Серых псов — Волкодав
- 2007 — Молодой Волкодав — Волкодав
- 2007 — Слуга государев — Григорий Воронов, русский гвардеец, сержант
- 2008 — Афганский призрак — Иван Дымов, капитан
- 2008 — Господа офицеры. Спасти императора — Юрий Андреевич Васнецов, капитан
- 2008 — Казаки-разбойники — Антон / Сергей
- 2008 — Ледяной поцелуй / Iced Kiss (Литва, Норвегия) — Владимир
- 2009 — Фонограмма страсти — «объект»
- 2009—2012 — Хозяйка тайги — Константин Воеводин, старший лейтенант милиции
- 2009 — Шальной ангел — Александр Хабаров, следователь
- 2010 — Правдивая история об Алых парусах (Пурпурові вітрила, Украина) — Артур Грэй, капитан
- 2010 — Доктор Тырса (серия № 6) — Юрий, боксёр
- 2010 — У каждого своя война — Вениамин Павлович Колесов, учитель истории
- 2010 — Сорок третий номер — Виктор Кошкин, оперуполномоченный
- 2011 — Участковый — Сергей Александрович Громов, капитан, участковый уполномоченный милиции
- 2012 — Хозяйка тайги-2 — Константин Воеводин
- 2013—2014 — Женщины на грани — Игорь Витальевич Званцов, психолог, сотрудник прокуратуры[8]
- 2015 — Отдел — Роман Русаков, майор полиции, оперативный сотрудник
- 2015 — Сельский учитель (Украина) — отец Григорий
- 2015 — Чужая милая — Николай Петрович Морозов, квартирант Натальи Капустиной, бывший заключённый
- 2016 — Подмена — Дмитрий Козырев, бизнесмен, муж Ольги
- 2017 — Крылья империи — Борис Лядов, агент жандармского управления
- 2018 — Батальон — Соболев, подполковник ГРУ
- 2018 — Гурзуф — «Чапай», криминальный «авторитет»
- 2018 — Страсть — Федор Михайлович Черных, старший следователь, подполковник
- 2019 — Один — Роман Сергеевич Одинцов, бывший полицейский
- 2019 — Завод — Виктор Терехов, рабочий завода в провинции
- 2019 — Отчим — Иван, фронтовик, муж Насти Спиридоновой, отец Мишки[9]
- 2019 — Ржев — сержант Сысоев, участник Ржевской битвы
- 2019 — Лев Яшин. Вратарь моей мечты — Константин Иванович Бесков, советский футболист и футбольный тренер
- 2020 — Бомба — Фёдор Кораблев
- 2020 — Легенда Феррари — барон Врангель
- 2020 — Диверсант. Крым — Константин Палыч Лажечников
- 2020 — Ни к селу, ни к городу — Толик, главная роль
- 2021 — Солнцепёк — Влад Новожилов
- 2021 — Собор — Опальный, атаман разбойников
- 2021 — Небо — Андрей Алексеевич Поляков, полковник, начальник военного авиационного училища
- 2021 — Чужой — Егор Николаевич Фролов, начальник РОВД
- 2022 — Mолчание ― Пётр Андреевич Казанцев
- 2022 — Высшая мера — Таболин
- 2022 — Ни к селу, ни к городу-2 — Толик, главная роль
- 2023 — Любовь преодолеет всё — Леонов
- 2023 — Позывной «Журавли» — Иван Беляев, командир полка, подполковник
- 2023 — Помилование — Хомичук
- 2023 — Праведник — Косой, начальник особого отдела

## Награды
- 2007 — «Кинонаграда MTV Russia» в категории «За лучшую драку или сражение» — за финальный бой Волкодава и Винитара против Жадобы в художественном фильме «Волкодав из рода Серых псов»[10].
- 2010 — победитель Международного конкурса «Национальная литературная премия „Золотое перо Руси“» за 2010 год в номинации «Теле» с вручением знака особого отличия «Золотое перо Руси», изготовленного из чистого золота, и присвоением звания «Золотое перо Руси» (личный сертификат № 110 от 10 октября 2010 года[11]) — за грамотную сценическую речь в художественном фильме «Волкодав из рода Серых псов»[12].
- 2022 — Медаль ордена «За заслуги перед Отечеством» II степени (18 мая 2022 года) — за большой вклад в развитие отечественной культуры и активную гражданскую позицию[13].

### Номинации
- 2007 — номинации на «кинонаграду MTV Russia» в категориях «лучшая мужскую роль», «прорыв года», «лучший поцелуй»[10].